# Cryptocoryneopsis umbraculiformis
Cryptocoryneopsis umbraculiformis är en svampart som beskrevs av B. Sutton 1980. Cryptocoryneopsis umbraculiformis ingår i släktet Cryptocoryneopsis, divisionen sporsäcksvampar och riket svampar.   Inga underarter finns listade i Catalogue of Life.